# Mieczysław Stępień
Mieczysław Stępień (ur. 5 kwietnia 1926 w Starej Dębnicy, zm. 28 lutego 1996 w Lublinie) – polski działacz partyjny i państwowy, funkcjonariusz służb bezpieczeństwa, I sekretarz Komitetu Miejskiego PZPR w Lublinie, wojewoda lubelski w latach 1975–1980.

## Życiorys
Syn Władysława i Walerii. Od 1945 był członkiem Polskiej Partii Robotniczej, następnie zaś Polskiej Zjednoczonej Partii Robotniczej. W latach 1945–1956 był funkcjonariuszem aparatu bezpieczeństwa publicznego, od 1945 do 1952 aktywnie walcząc z podziemiem niepodległościowym. Od maja 1945 do 1946 referent w Powiatowym Urzędzie Bezpieczeństwa Publicznego w Starachowicach, potem do 1947 referent w Wojewódzkim Urzędzie Bezpieczeństwa Publicznego w Kielcach. Następnie przeszedł do WUBP w Lublinie: do 1950 był referentem, do 1952 kierownikiem sekcji, do 1955 zastępcą naczelnika i do 1956 sekretarzem w kierownictwie WUdsBP w Lublinie. Następnie w 1959 ukończył technikum handlowe w Lublinie i studia ekonomiczne w Wyższej Szkole Ekonomicznej w Krakowie.
W ramach PZPR był instruktorem, zastępcą kierownika i kierownikiem (1968–1973) Wydziału Ekonomicznego Komitetu Wojewódzkiego PZPR w Lublinie, ponadto był członkiem i należał do egzekutywy KW. Od kwietnia 1972 do lutego 1975 I sekretarz Komitetu Miejskiego PZPR w Lublinie, następnie do maja 1975 sekretarz ekonomiczny KW PZPR. 1 czerwca 1975 powołany na stanowisko wojewody nowo powstałego województwa lubelskiego. Był jednym z uczestników rozmów z robotnikami podczas Lubelskiego Lipca 1980. 25 listopada 1980 na stanowisku wojewody zastąpił go Eugeniusz Grabiec.